# ルキウス・ゲヌキウス・クレプシナ
ルキウス・ゲヌキウス・クレプシナ（ラテン語: Lucius Genucius Clepsina、生没年不詳）は紀元前3世紀初頭の共和政ローマの政治家・軍人。紀元前271年に執政官（コンスル）を務めた。

## 出自
プレブス（平民）であるゲヌキウス氏族の出身。父も祖父もプラエノーメン（第一名、個人名）はルキウスである。紀元前276年・紀元前270年の執政官ガイウス・ゲヌキウス・クレプシナは兄弟と思われる。またコグノーメンは異なるものの、紀元前303年の執政官ルキウス・ゲヌキウス・アウェンティネンシスが父である可能性がある。クレプシナのコグノーメンが確認できるのはこの兄弟だけであり、後のゲヌキウス氏族にクレプシナを名乗る人物はいない。

## 経歴
紀元前271年、クレプシナは執政官に就任。同僚執政官はカエソ・クィンクティウス・クラウドゥスであった。リウィウスの要約ではこの年に、レギウム（現在のレッジョ・ディ・カラブリア）のカンパニア兵が反乱したが鎮圧され、またピケンティアと平和条約が結ばれたとするが、ルキウスの役割は不明である。但し、ハリカルナッソスのディオニュシオスは、レギウムの反乱鎮圧は翌紀元前270年の出来事としている。ルキウスが作戦を開始し、兄弟のガイウスに引き継いだ可能性もある。

## 参考資料
- ティトゥス・リウィウス『ローマ建国史』
- カピトリヌスのファスティ
- ハリカルナッソスのディオニュシオス『ローマ古代誌』
- Hans Georg Gundel : Genucius 14. In: The Little Pauly (KlP). Volume 2, Stuttgart 1967, Sp. 748.
- T. Robert S. Broughton : The Magistrates Of The Roman Republic. Volume 1: 509 BC - 100 BC (= Philological Monographs Vol. 15, Part 1, ZDB- ID 418575-4 ). American Philological Association, New York NY 1951, p. 198, (Unchanged reprint 1968).